# Tangara cyanocephala
Tangara cyanocephala là một loài chim trong họ Thraupidae.
Tangara cyanocephala là một loài chim nhiệt đới được tìm thấy ở các khu rừng đất thấp ở miền đông Brazil, Argentina và Paraguay. Bộ lông của nó chủ yếu có màu xanh lục nhạt, với gáy và má màu đỏ tươi đặc biệt, lông đầu màu tím nhạt và cổ họng màu xanh. Những con chim cổ đỏ kiếm ăn trên ngọn cây ăn quả, nhưng thỉnh thoảng chúng lại thả xuống nền rừng để hái những quả mọng từ bụi cây. Chúng có thể sống tới 5 năm . 